# Zooxanthelle

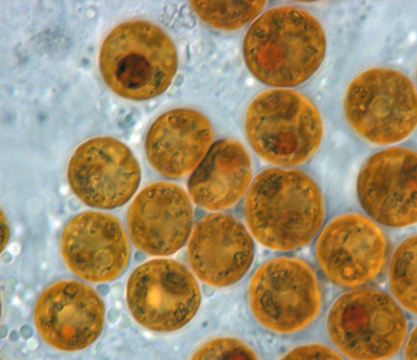
Symbiodinium (Dinoflagellata)

Zooxanthellen sind Protisten, die als Endosymbionten in einer Reihe von Lebewesen leben können. Bei den Zooxanthellen handelt es sich meistens um Dinoflagellaten, aber auch Chrysomonaden, Cryptomonaden oder Diatomeen kommen vor. Als Wirte kommen Rhizaria (Kammerlinge alias Foraminifera und Strahlentierchen alias Radiolaria), Steinkorallen (Scleractinia), viele Octocorallia, sonstige Blumentiere (Anthozoa), Feuerkorallen (Millepora), Riesenmuscheln (Tridacnidae), aber auch einige Quallenarten vor. Auch Nacktkiemer (Nudibranchia, z. B. Pteraeolidia ianthina) und Schwämme besitzen manchmal Zooxanthellen. Alle Korallen, die am Bau der tropischen Korallenriffe beteiligt sind, haben Zooxanthellen als Endosymbionten.

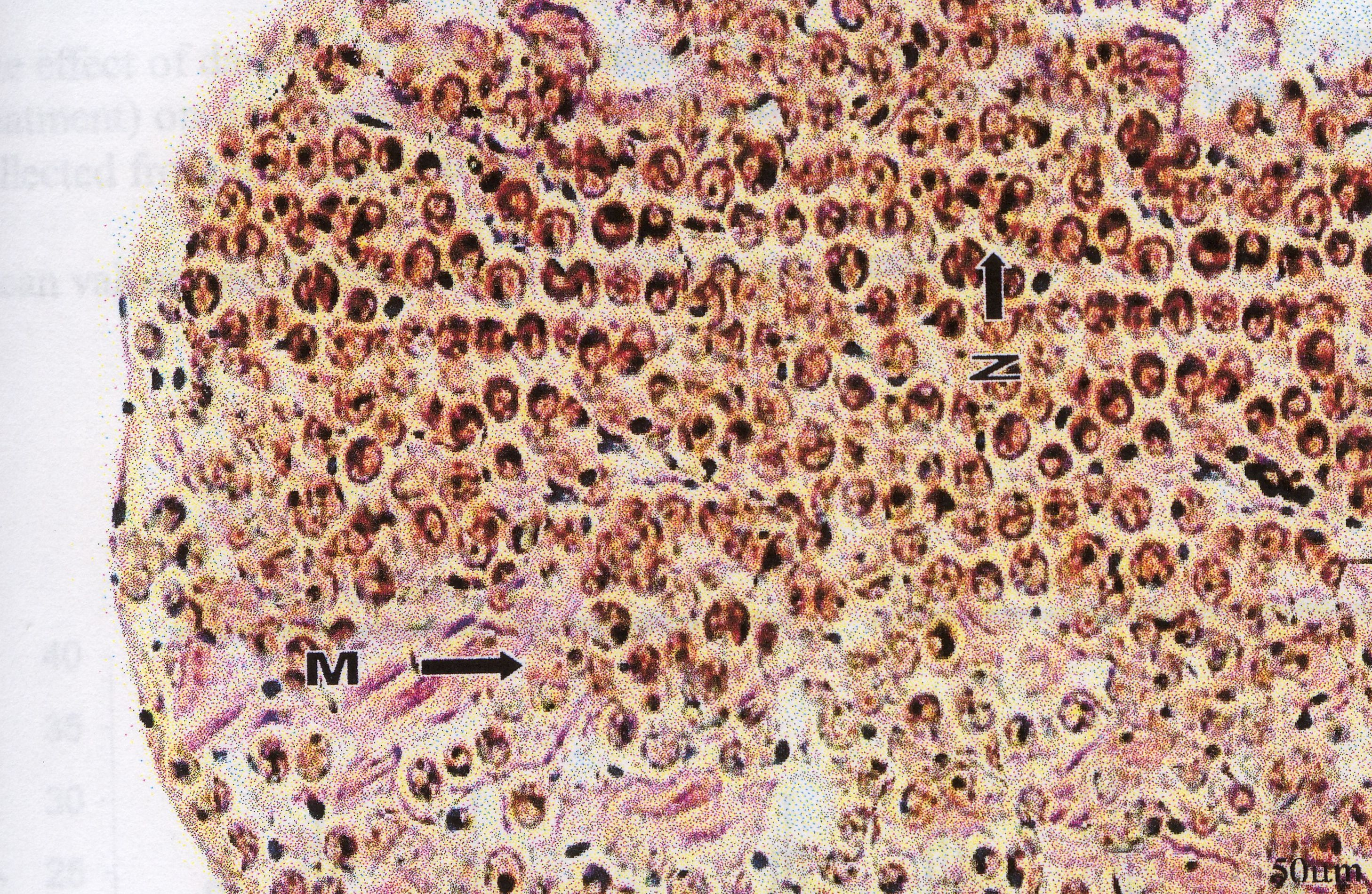
Querschnitt durch das Mantelgewebe einer Riesenmuschel, die symbiotische Protozoen (Zooxanthellen) trägt.

Die Zooxanthellen leben im Körper des Wirts und versorgen ihn mit Zucker, Stärke und anderen organischen Produkten. Sowohl der Wirt als auch die Protisten profitieren von der Symbiose, es handelt sich also um einen Mutualismus. Bei den Foraminiferen ist die Symbiose fakultativ, das heißt, beide Lebewesen gedeihen prinzipiell auch ohne einander. Die riffbildenden Steinkorallen tropischer Korallenriffe sterben dagegen, wenn sie ihre Zooxanthellen unter Stress ausgestoßen haben, ein Phänomen, das als Korallenbleiche bekannt ist.

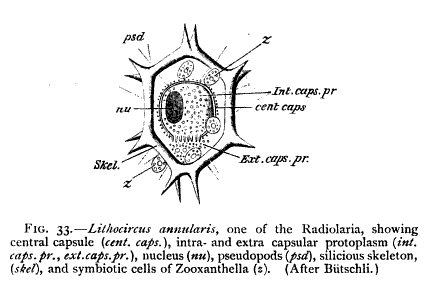
Schemazeichnung von Lithocircus annularis, einer Radiolarie (Strahlentierchen) aus der Klasse Ploycystinea, Ordnung Nasellaria mit Zooxanthellen (z), Scheinfüßchen (psd), Zellskelett (skel) und Zellkern (nu)

## Ähnliche Symbiosen
Ein Sonderfall ist die Symbiose des Flecken-Querzahnmolchs (Ambystoma maculatum) mit Algen der Spezies  Oophila amblystomatis (Chlorococcales). Die Algen leben in den Zellen der Embryonen und in der sie umgebenden Gelschicht des Laiches. Sie werden möglicherweise auch über die Keimbahn vertikal an die Nachkommen vererbt. Dies ist das einzige bekannte Beispiel für Wirbeltierzellen, die eine endosymbiontische Mikrobe beherbergen (wenn man die Mitochondrien nicht berücksichtigt).
Wenn nicht die Protistenzellen als Ganzes, sondern nur die Chloroplasten erhalten bleiben, so spricht man hingegen von Kleptoplastie.